# Осадчий, Александр Николаевич
Александр Николаевич Осадчий (19 июля 1975, Харьков — 27 ноября 1996, Москва) — советский, российский хоккеист, защитник.

## Биография
Воспитанник харьковских ДЮСШОР и спортинтерната. в 1991—1992 годах играл в команде первой лиги «Динамо» Харьков. После расформирования клуба. Три сезона выступал за ЦСКА, играл в сезоне 1993/94 IHL за команду «Русские Пингвины». На драфте НХЛ 1993 года был выбран в 4-м раунде под общим 80-м номером клубом «Сан-Хосе Шаркс».
В сезоне 1995/96 играл в низших североамериканских лигах за команды «Канзас-Сити Блейдз», «Мобил Мистикс», «Уичито Тандер». Сезон 1996/97 начал в ХК ЦСКА.
Бронзовый призёр молодёжного чемпионата мира 1994.
Скончался 27 ноября 1996 года в возрасте 21 года. Тело Осадчего было найдено в его московской квартире, по одной из версий причиной смерти стал сердечный приступ.